# Waldsassen
Waldsassen – miasto w Niemczech, w kraju związkowym Bawaria, w rejencji Górny Palatynat, w regionie Oberpfalz-Nord, w powiecie Tirschenreuth. Leży nad Odravą na granicy Lasu Czeskiego i Smreczan, około 15 km na północ od Tirschenreuth, przy granicy z Czechami i drodze B299.

## Dzielnice
W skład miasta wchodzą następujące dzielnice: 
- Hatzenreuth
- Kondrau
- Münchenreuth
- Netzstahl
- Hundsbach
- Mammersreuth
- Schloppach
- Egerteich
- Pechtnersreuth
- Querenbach
- Groppenheim

## Zabytki
- Klasztor z bazyliką pw. Wniebowstąpienia NMP i św. Jana Ewangelisty (Mariä Himmelfahrt und St. Johannes Evangelist)
- Kościół pielgrzymkowy w dzielnicy Kappel

## Galeria

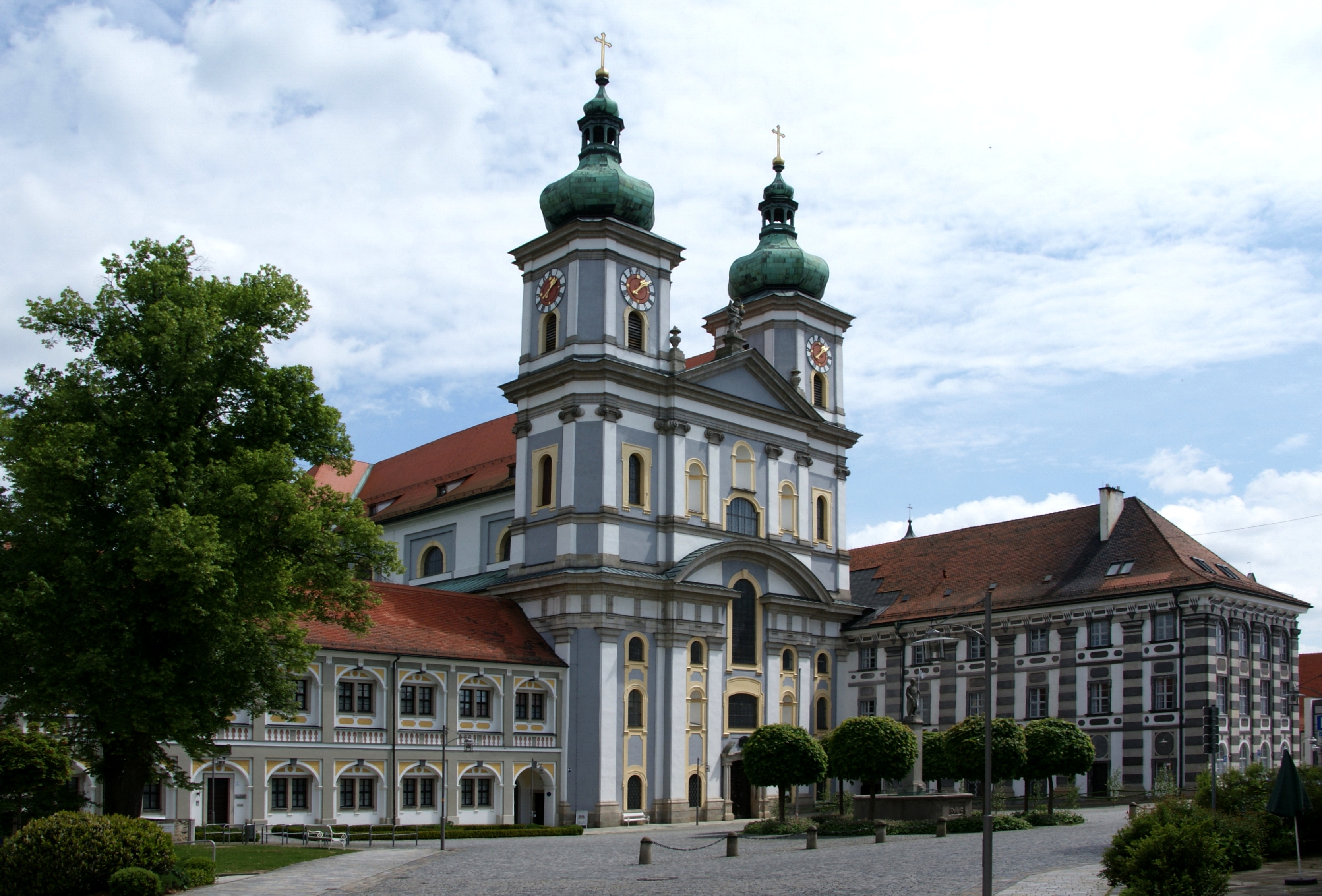
Bazylika
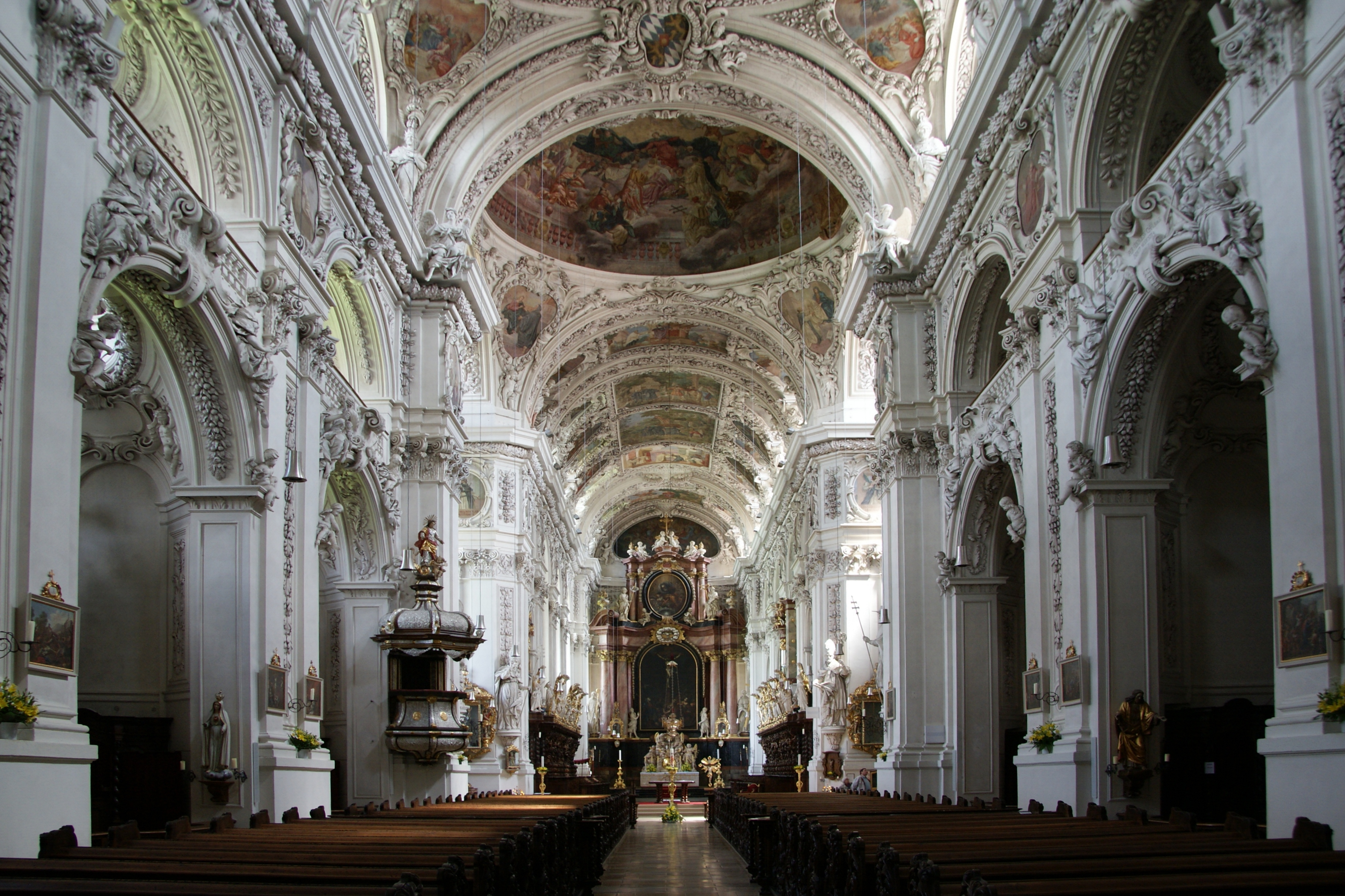
Wnętrze bazyliki
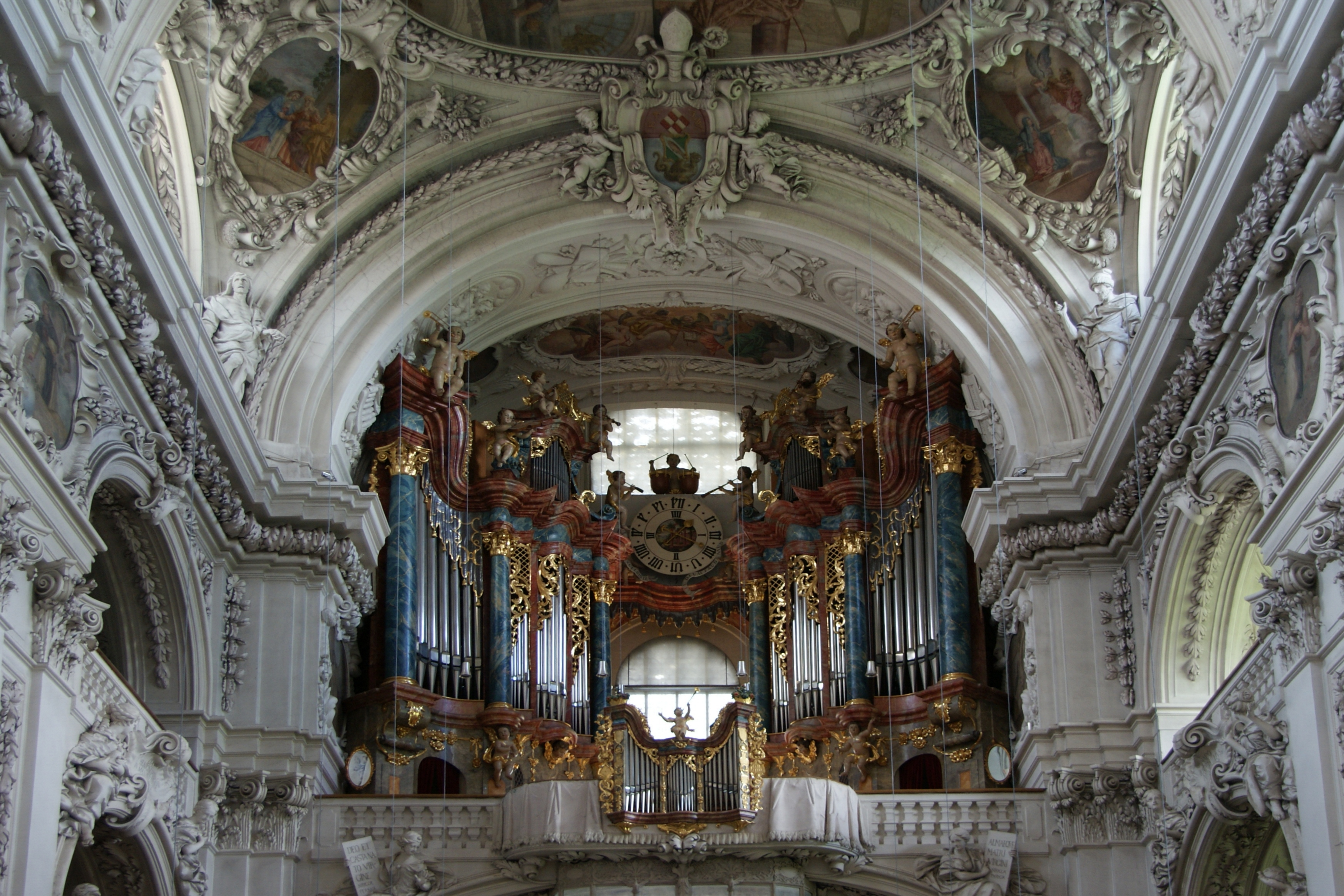
Wnętrze bazyliki
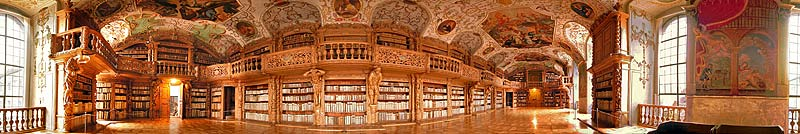
Biblioteka klasztorna

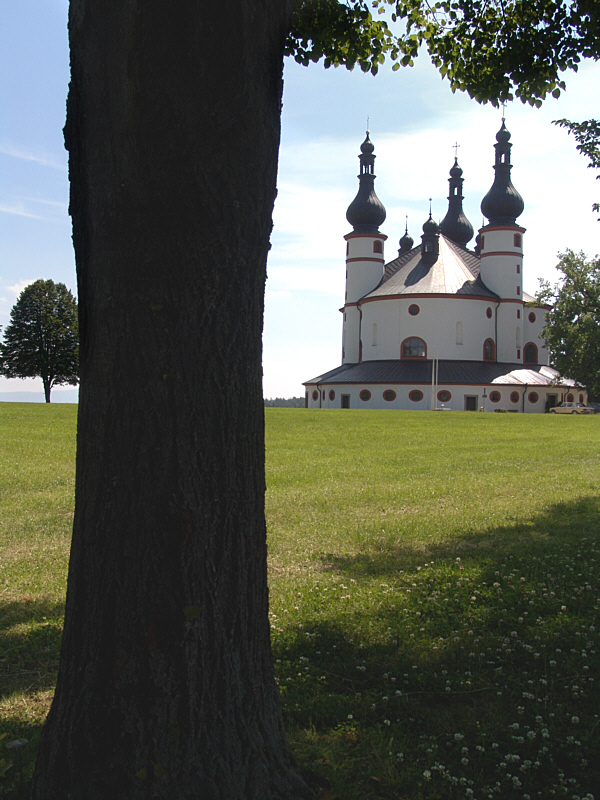
Kościół pielgrzymkowy
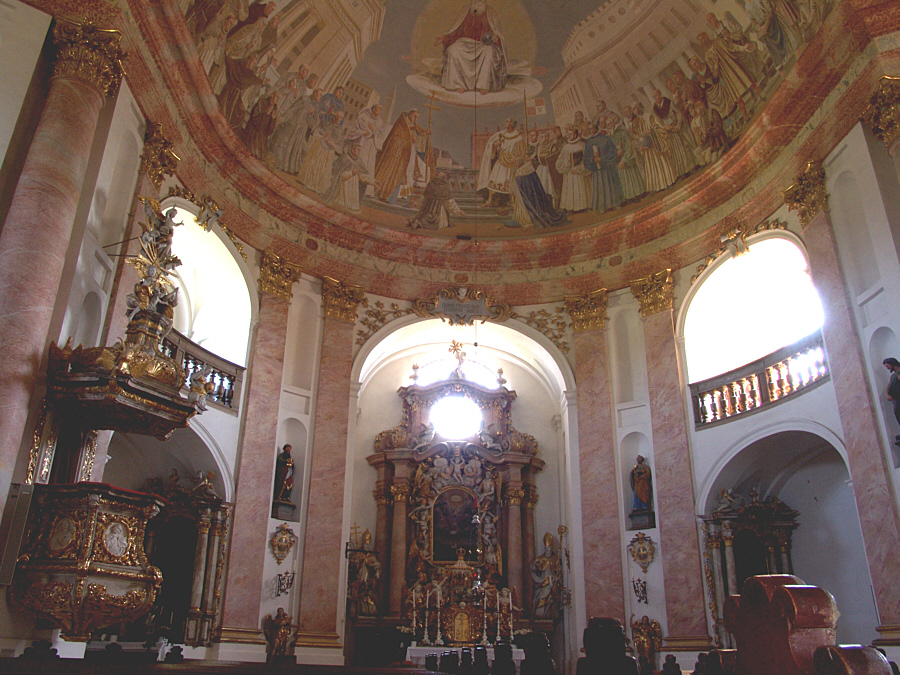
Wnętrze

## Osoby urodzone w Waldsassen
- Werner Fritsch(inne języki) – pisarz
- Dietmar Hamann – piłkarz
- Matthias Hamann – piłkarz
- Philipp Muttone – architekt
- Joseph Pözl – polityk, premier Bawarii
- Anton Schreiegg – poeta
- Karl Stilp – rzeźbiarz

## Współpraca
Miejscowości partnerskie:
- Chodov, Czechy
- Marcoussis, Francja
- Pencoed, Wielka Brytania